# Liste des seigneurs puis princes de Carency
La seigneurie de Carency, en Artois, change plusieurs fois de mains au cours du Moyen Âge par héritages féminins. Elle passe aux Bourbon-La Marche à la fin du XIVe siècle et constitue le patrimoine d'une des branches cadettes de la famille. La dernière Bourbon-Carency apporte cette terre à un cadet de la maison d'Escars de Pérussse au début du XVIe siècle. Son fils se fait appeler "prince de Carency" au nom de son ascendance royale. Ce titre, quoique dépourvu de fondement, est accepté par la Couronne à partir du milieu des années 1580 et passe aux générations suivantes.

## Origines (XIIIesiècle-XIVesiècle)
- Catherine de Condé (seigneurie du propriétaire), dame de Carency, de Buquoy et d'Aubigny. Elle épouse Jacques Ier de Châtillon (†1302) seigneur de Leuze, fils cadet de Guy de Châtillon (†1289), comte de Saint-Pol, d'où :
- Hugues de Châtillon (†1329), seigneur de Condé, de Carency, de Buquoy, d'Aubigny et de Leuze. Il épouse Jeanne dame d'Argies et de Catheu, d'où :
- Jeanne de Châtillon (1320-†1371), dame de Condé, de Carency, d'Aubigny et de Leuze. Elle épouse en 1335 Jacques Ier de Bourbon comte de la Marche (†1362), d'où :
- Jean Ier de Bourbon (1344-†1393), comte de la Marche, de Vendôme et de Castres.

## Maison de Bourbon-Carency(XIVesiècle-XVIesiècle)
- Jean de Bourbon (1378-1457), seigneur de Carency-en-Artois et d’Aubigny-en-Artois

Il est le troisième fils de Jean Ier de Bourbon, comte de la Marche, et de Catherine de Vendôme, comtesse de Vendôme et de Castres.
Il épouse en 1416 Catherine d’Artois (†1420), seconde fille de Philippe d’Artois, comte d’Eu, et de Marie de Berry.
Il épouse en 1420 Jeanne de Vendômois, fille d’Hamelin de Vendômois et d'Alix de Bessé, avec qui il eut :
1. Louis de Bourbon (1417-†1453), chevalier, seigneur des villes et terres de Lécluse, Carency, Aubigny, Aix, Villers, St-Nazaire, Duisans, Buquoy, Combles...;
2. Jean (1418-†1458)
3. Jeanne (1419-†1443)
4. Catherine (1421-?)
5. Pierre de Bourbon (1424-†1481), sire de Carency, seigneur des terres et seigneuries de Duisans, épouse en 1450 Philippotte de Plaine;
6. Jacques de Bourbon (1425-†>1493))  voir ci-dessous ;
7. Eléonore (1426-?)
8. Andriette (1427-?)
9. Philippe de Bourbon (1429-?), seigneur de Duisans, épouse Catherine de Lalaing (†1478), fille de Sance de Lalaing, seigneur d’Opprebais, grand-bailli du Cambrésis, et de Catherine de Robersart, dame d’Écaillon et de Bruille.
9.1 Antoine de Bourbon, seigneur de Duisans, marié à Jeanne de Habarcq, fille de Pierre de Habarcq, seigneur de Gournay (à Assonval et Verchocq), et de Marie de Ranchicourt ;
9.1.1 Pierre de Bourbon, mort en bas âge ;
9.1.2 Philippe de Bourbon qui embrasse le parti du connétable de Bourbon;
9.1.3 Jeanne de Bourbon, épouse par contrat passé à Moulins le 20 janvier 1489, François Rolin, seigneur de Beauchamp et de Monetay, fils de Guillaume et petit-fils de Nicolas Rolin ;
9.1.4 Jeanne de Bourbon, morte à l'âge de 14 ans et enterrée à Tours ;
9.1.5 Eléonore de Bourbon, morte et enterrée à Tours ;
9.1.6 Andriette de Bourbon, morte et enterrée à Tours.
- Jacques de Bourbon (1425-†>1493))

Seigneur de Carency, d’Aubigny, Rochefort, Buquoy, Lécluse.
Il fut Lieutenant Général de Jean II duc de Bourbon, sur ses terres, par lettres données à Moulins le dernier février 1486. Louis XI lui donna les biens confisqués sur Pierre de Bourbon par lettres du 20 avril 1469. Il vivait encore en 1493.
Il épouse en 1442, Antoinette de la Tour, veuve de Jacques Aubert, seigneur de Marteil et fille d’Annet II de la Tour, seigneur d'Olliergues et d’Elips de Vendat (et probablement aussi d'Albret, alias Abrest), d’où :
1. Charles (1444-?) voir ci-dessous
2. Jean de Bourbon (1446-?), seigneur de Rochefort, d’Arson, épouse Jeanne de l’Isle, veuve d’Arnoul/Michel, seigneur de la Hamaide et de Condé (seigneurie du propriétaire), fille unique de Jacques de l'Isle (des châtelains de Lille), seigneur de Frêne, et de Catherine de Neusville, sans postérité.
- Charles de Bourbon (1444-?)

Seigneur de Carency, seigneur d'Aubigny, Rochefort, Buquoy, Lécluse, Bougny, Combles, Abret, Vendat, Bains, Saint-Georges et Ternat.
Il épouse par contrat passé le 15 janvier 1468, Didière de Vergy, fille unique et héritière de Jean de Vergy, seigneur de Fouvens et Vinory, et de Marguerite de la Rocheguyon, sans postérité.
Il épouse par contrat passé  le 8 novembre 1481, Antoinette de Chabannes (†1490), fille de Geoffroy de Chabannes, chevalier, seigneur de Charlus et de Charlotte de Prie, sans postérité.
Il épouse par contrat passé le 18 avril 1493, Catherine d’Alègre, fille puînée de Bertrand d’Alègre, seigneur de Busset, baron de Puysagut, du Temple (à Busset) et de Saint-Priest, et d'Isabelle de Lévis-Cousan, d'où :
1. Bertrand de Bourbon (1494-†1515)), mort à  la bataille de Marignan en 1515, sans postérité.
2. Jean de Bourbon (1500-†1520), mort à Moulins sans postérité.
3. Louise de Bourbon, dame de Combles, Buquoy, Abrest et Vendat.
4. Isabelle de Bourbon voir ci-dessous
- Isabelle de Bourbon

Dame de Carency, d’Aubigny, de Combles et de Buquoy.
Elle épouse le 22 février 1516 François de Peyrusse d'Escars (ou des Cars) (†1550), seigneur de La Vauguyon, conseiller, chambellan, gentilhomme de la chambre du roi François Ier, d'où :
1. Jean d'Escars (†1595) voir ci-dessous
2. Susanne, épouse en 1536 Geoffroy de Pompadour
3. Anne, épouse Jean II de La Queille baron de Fleurat (Fleurac sur la Sumène, à Ydes)
4. Marguerite (†1589) abbesse de Ligueux
5. Catherine

## Maison d'Escars (XVIesiècle)
- Jean de Peyrusse d’Escars (†1595)

"Prince" de Carency, puis en 1586 comte de La Vauguyon, seigneur d'A(l)bret et de Vendat. Chevalier de l'Ordre du Saint-Esprit en 1578.
Il épouse en 1561 Anne de Clermont, fille d'Antoine III comte de Clermont en Viennois, lui-même fils de Bernardin de Clermont, d'où :
1. Claude d’Escars (des Cars) (†1586), prince de Carency, tué en duel par Charles de Gontaut-Biron (qui eut en 1602 la tête tranchée pour trahison sur ordre de Henri IV), le  6 mars 1586.
2. Henri d’Escars (†1590), prince de Carency, marié à Anne de Caumont marquise de Fronsac, fille de Geoffroy seigneur de Caumont.
3. Diane d’Escars : voir ci-dessous
4. Louise (1576-†1583), abbesse de Ligueux
5. Isabeau d'Escars (†1609), dame de Combles, épouse Jean d'Amanzé le 10 septembre 1595.
- Diane d’Escars

Princesse de Carency, comtesse de La Vauguyon (à Maisonnais et les Salles) et dame d'Abret après la mort de ses frères.
Elle épouse en 1573 Charles, comte de Maure, d'où :
1. Louise de Maure qui, par son 2e mariage avec Gaspard, marquis de Mortemart, prince de Tonnay-Charente, apporte le titre de prince de Carency dans la Maison de Rochechouart-Mortemart, qui cependant ne le relève pas (d'où le marquis puis duc de Mortemart Gabriel, père de Madame de Montespan ; Louise de Maure avait d'abord épousé Odet de Goyon-Matignon). Le titre de prince de Carency vient d'une tradition établie d'après les prestigieusees origines des sires de Carency (notamment les Bourbons), et n’est pas lié à l’érection formelle de Carency en principauté.
Elle épouse ensuite Louis Stuer de Caussade, comte de Saint-Megrin et baron de Tonneins (issu d'une famille bretonne — Stuer en Porhoët — aux alliances aquitaines), d'où :
2. Jacques (1588-†1671) comte de La Vauguyon. Sa fille aînée, Marie de Stuer de Caussade, † 1693, épouse en 1653 Barthélemy de Quélen du Broutais, † 1667, venu d'une autre famille bretonne : d'où la suite des princes de Carency, ducs de La Vauguyon (duché érigé à Tonneins et Calonges en août 1758, avec pairie en 1759) : cf. Antoine et son fils Paul-François.
3. Diane de Stuer de Caussade, épouse de Paul de Rabaine (1580-†1653) de la Tour de Brillac, d'où Jeanne de Rabaynes qui épouse Charles de Saint-Nectaire, Comte de Saint-Victour.

## Maison de Bauffremont
À la fin du XVIIIe siècle, le titre passe du fait du mariage d'une des filles de Paul-François de Quelen de La Vauguyon, avec Alexandre de Bauffremont, premier duc de Bauffremont.
- 1824-1860 : Alphonse de Bauffremont (1792-1860), prince de Bauffremont et du Saint-Empire, 2e duc de Bauffremont, pair de France ;
- 1860-1891 : Roger de Bauffremont' (1823-1891), 3e duc de Bauffremont, fils du précédent ;
- 1891-1893 : Paul de Bauffremont (1827-1893), 4e duc de Bauffremont, frère du précédent ;
- 1893-1897 : Gontran de Bauffremont-Courtenay (1822-1897), 5e duc de Bauffremont, cousin germain du précédent ;
- 1897-1917 : Pierre Eugène de Bauffremont-Courtenay (1843-1917), 6e duc de Bauffremont, fils du précédent ;
- 1917-1945 : Théodore Pierre de Bauffremont-Courtenay (1879-1945), 7e duc de Bauffremont, fils du précédent ;
- 1945-2020 : Jacques de Bauffremont-Courtenay (1922-2020), 8e duc de Bauffremont, fils du précédent.
- depuis 2020 : Charles-Emmanuel de Bauffremont (°1946), 9e duc de Bauffremont, fils du précédent.